# Maiano Monti
Maiano Monti, detto anche più semplicemente Maiano, è una frazione del comune italiano di Fusignano, in Emilia-Romagna posizionato a 10 m sul livello del mare, confina con i paesi di Fusignano, Bizzuno, San Savino, Voltana, Belricetto, San Lorenzo.
Il paese è suddiviso in tre vecchie sottozone: Maiano Monti, Maiano Nuovo e Maiano Vecchio (il nucleo storico). Ma in tempi passati era suddiviso in borghi legati al nome delle famiglie più importanti della zona come Case Foschini, Case Santa Lucia, la seconda individuabile ancora nel nome di una via più precisamente all'incrocio della stessa, mentre la prima si trova al confine del limite geografico del paese in via Porto a ridosso del Tratturo (oggi facente parte del sistema di irrigazione del CER canale emiliano romagnolo), uno dei due corsi d'acqua che attraversa il paese. Il secondo canale, non meno importante dal punto di vista dimensionale è "L'Arginello" che individua l'altro confine del paese. Parte del paese esiste da tempi pre-romani, mentre la parte che si estende verso nord sono di recente bonifica, bonifica avvenuta verso fine del XIX secolo.

## Storia
Il paese sorge sui resti di un vecchio insediamento romano datato attorno al primo secolo dopo cristo, sito in cui sorgeva un porto di non poca importanza. il nome Maiano sembra derivi proprio dal nome di una dea pagana "Maia" in onore della quale sorgeva una statua proprio nei pressi del porto a scopo protettivo dei commerci e dello scambio. Più precisamente il porto sembrava sorgesse in prossimità dell'attuale incrocio tra Via Varolo e Via Porto appunto. Per quanto riguarda la desinenza Monti qui pare ci siano idee discordanti sull'affiliazione; infatti per gli storici locali Monti stava ad ricordare proprio un monte era stato eretto a poche centinaia di metri dal porto. Questo monte che fu secondo alcuni costruito con le macerie di un'antica struttura di origine etrusca (pochi sono a conoscenza del fatto che in prossimità della bassa ravennate era presente un piccolo insediamento etrusco che si era stabilito qui per sfuggire ai romani, ma che appunto fu raso al suolo quando conquistarono il territorio). Il monte fungeva da torre di osservazione per controllare l'arrivo delle imbarcazioni. nella prossimità del porto era stabile una piccola legione portuale. per molti invece, il Suffisso Monti deriva dal cognome del poeta Vincenzo Monti che visse in questo paese nel XIX secolo.
Il centro del paese coincide proprio con la Villa Monti costruita nel 1717 a Maiano per volere di Matteo Tamburini, nel 1769 fu venduta a Fedele Monti che venne ad abitarvi con la famiglia quattro anni dopo, quando il figlio Vincenzo Monti poeta e letterato aveva 17 anni. La famiglia Monti vi abitò fino al 1889.
Maiano Monti fu anche palcoscenico di vicende legate alla resistenza partigiana, tra tutte la memoria del tragico evento della cosiddetta "strage del Palazzone". In un fondo dove ora si erge la Cooperativa dei braccianti di Fusignano, all'alba del 23 aprile 1944 intorno ad alcune case coloniche, usate all'epoca come basi partigiane, nella campagna tra Fusignano e Alfonsine, nota come fondo San Tommaso. In quel fondo nelle case coloniche si rifugiavano spesso i partigiani locali che per giungervi guadavano l'intero canale Arginello. La sera del 22 aprile un gruppo di prigionieri russi che cercava di disertare fu accompagnato al Palazzone, ma ben presto giunse un gruppo di fascisti ed un centinaio di soldati tedeschi che assediarono per tutta la notte la zona, costringendo alla morte 8 partigiani, tra cui il caposquadra Aurelio Tarroni che nelle prime ore di sole si consegnò stremato ai fascisti , i quali lo torturarono e trasportarono a Ravenna assieme ai reduci, il colono ed uno slavo prigioniero. Tutti e tre vennero fucilati nei pressi del cimitero. Ogni anno, in occasione di tale anniversario, viene commemorato l'eccidio.

## Monumenti e luoghi d'interesse
- Chiesa di Santa Maria del Pilaro, ricostruita nel dopoguerra in sostituzione di quella del 1712 andata distrutta negli eventi bellici, è decorata con un ciclo pittorico dell'artista ravennate Annibale Luigi Bergamini (1921-1992)[3], che dal 1975 fu ospite della comunità aperta "La Celletta" di Maiano.[4]

- Villa Monti, edificata nel 1737, fu di proprietà del poeta Vincenzo Monti, che dopo esservi cresciuto vi soggiornò nei periodi estivi, ricevendo gli amici del mondo artistico milanese.